# Page views
Page views é um parâmetro utilizado pelos servidores web para medir a visibilidade de um site ou grupo de arquivos ou parte de um portal na internet. Quanto mais page views (acessos) uma página tem, maior a visibidade da mesma na Internet.

## Estratégias
Para aumentar a visibilidade de um site e garantir um maior número de page views, uma boa estratégia é utilizar metadados que são adicionados no conteúdo HTML da página. Trata-se de um conjunto inteligente de palavras que orientará os mecanismos indexadores de buscadores como o Google, o AltaVista ou ainda o Lycos.

### Exemplo
Veja um exemplo de trecho de código HTML que o contém o fragmento com metadados:
```
<!DOCTYPE html>

<
html
 
lang
=
"en"
 
manifest
=
"wikipedia.appcache"
 
xml:lang
=
"en"
 
xmlns
=
"http://www.w3.org/1999/xhtml"
>

    
<
head
>

        
<
meta
 
charset
=
"utf-8"
 
/>

        
<
meta
 
name
=
"author"
 
content
=
"Wikimedia Foundation"
 
/>

        
<
meta
 
name
=
"application-name"
 
content
=
"Wikipédia"
 
/>

        
<
meta
 
name
=
"description"
 
content
=
"A enciclopédia livre"
 
/>

        
<
meta
 
name
=
"keywords"
 
content
=
"wikimedia,wikipédia,enciclopédia"
 
/>

        
<
meta
 
name
=
"robots"
 
content
=
"index,follow,noarchive,noimageindex"
 
/>

        
<
title
>
Wikipédia
</
title
>

    
</
head
>

    
<
body
>

    
</
body
>

</
html
>

```

A linha meta name="author" content="..." é usada para definir o nome da autor do documento.
Já na meta name="keywords" content="...", são colocadas palavras-chave que vão orientar os mecanismos de busca. Estas palavras relacionam-se com o(s) assunto(s) abordado(s) na página em questão. E
meta name="description" content="..." é usada para fornecer uma breve descrição do seu site, que será mostrada nos mecanismos de busca.